# Combate de caleta Foca
El Combate de Caleta Foca fue un combate naval menor en el estrecho que separa la isla Boungainville de la Isla Soledad, durante la Guerra de las Malvinas. El 22 de mayo de 1982, al mismo tiempo que apoyaban la Operación Sutton en la Bahía San Carlos, las fragatas británicas Brilliant y Yarmouth recibieron órdenes de detener y apoderarse del ARA Monsunen de la Armada Argentina.
Dicho buque del Apostadero Naval Malvinas (requisado a la Falkland Islands Company por la Armada Argentina) fue descubierto por un Harrier de la Real Fuerza Aérea Británica mientras navegaba desde Bahía Fox hacia Puerto Argentino/Stanley con un cargamento de 150 tambores de combustible y 250 sacos de harina.

## Desarrollo
A las 4:00 de la madrugada (UTC 0) del 23 de mayo, un helicóptero Westland Lynx del HMS Brilliant identificó al Monsunen mientras éste se dirigía hacia el norte, al oeste de la isla Bougainville. Después de que una orden de entrega fue enviada por radio a la nave de transporte argentina, otro helicóptero que transportaba a un equipo de la Special Boat Service intentó interceptarla, siendo recibido con ráfagas de ametralladora y fuego de armas pequeñas, por lo que se vio obligado a abortar la misión. Los artilleros del buque argentino eran un sargento del ejército y un recluta que operaba la ametralladora MAG de 7,62 mm. Al mismo tiempo, el radar de la nave costera detectó la escuadra británica de unos ocho kilómetros a popa, acercándose agresivamente.
Casi de inmediato, el HMS Yarmouth comenzó a disparar su cañón de 4,5 pulgadas (114 mm) hacia el buque argentino, forzándolo a maniobrar para evitar los proyectiles. Cuando la distancia era de apenas cuatro millas, el capitán Gopcevich, el comandante argentino, decidió que la única forma de engañar al radar británico era dirigirse a la playa de la cercana caleta Foca.
Poco después de que logró encallar el barco y ordenar a la tripulación que lo abandonara, el cañoneo naval británico se reanudó. El fuego era impreciso y apuntaba al área general del desembarco. En el proceso de evacuación, el cabo primero Carlos Javier Rivero cayó al agua y sufrió graves moretones, pero fue rescatado con éxito por Romualdo Bazán. Los miembros de la tripulación pasaron la noche en un refugio improvisado en el interior de la isla Soledad.

## Resultado
Después de perder efectivamente el rastro del Monsunen, las fragatas británicas cedieron y regresaron a las aguas de la bahía San Carlos. El buque fue encontrado por su tripulación al amanecer, con su motor todavía funcionando, aparentemente después de reflotar por la marea creciente. Sin embargo, una eslinga se había enredado con su hélice, desactivando la transmisión.
Con la velocidad de la nave ahora reducida drásticamente, Gopcevich pidió ayuda por radio a Puerto Argentino.
Unas horas más tarde, el ARA Forrest acudió en socorro del Monsunen, remolcándolo a Puerto Darwin el 25 de mayo, donde las fuerzas británicas lo capturaron el 29 de mayo, después de la Batalla de Pradera del Ganso. Previamente el Monsunen transvasó su carga al Forrest, que la desembarcó en Puerto Argentino, completando exitosamente la misión de reaprovisionamiento de la Armada Argentina.
La acción fue el único encuentro naval entre buques de superficie armados en la guerra. Tras el conflicto, Jorge Alberto Gopcevich Canevari fue galardonado con la medalla La Nación Argentina al Valor en Combate por decreto 2.681/83 por su desempeño como comandante del Monsunen durante la acción. Romualdo Bazán, oriundo de Catamarca y en el momento del combate un conscripto de 19 años de edad, fue honrado con las mayores condecoraciones del Senado de la Nación Argentina y de la Armada Argentina después de la guerra. Se suicidó en enero de 2006.

## Galería

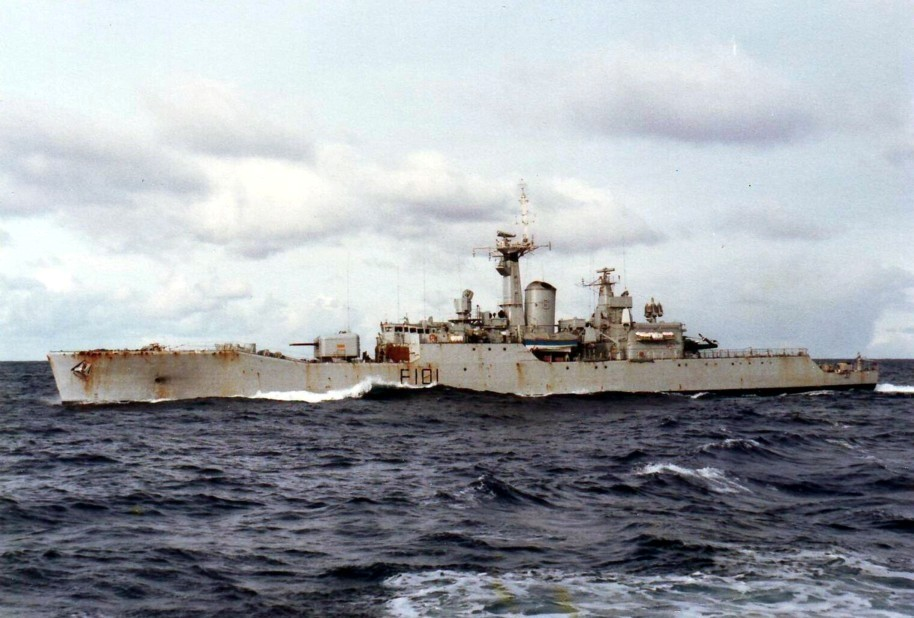
HMS Yarmouth
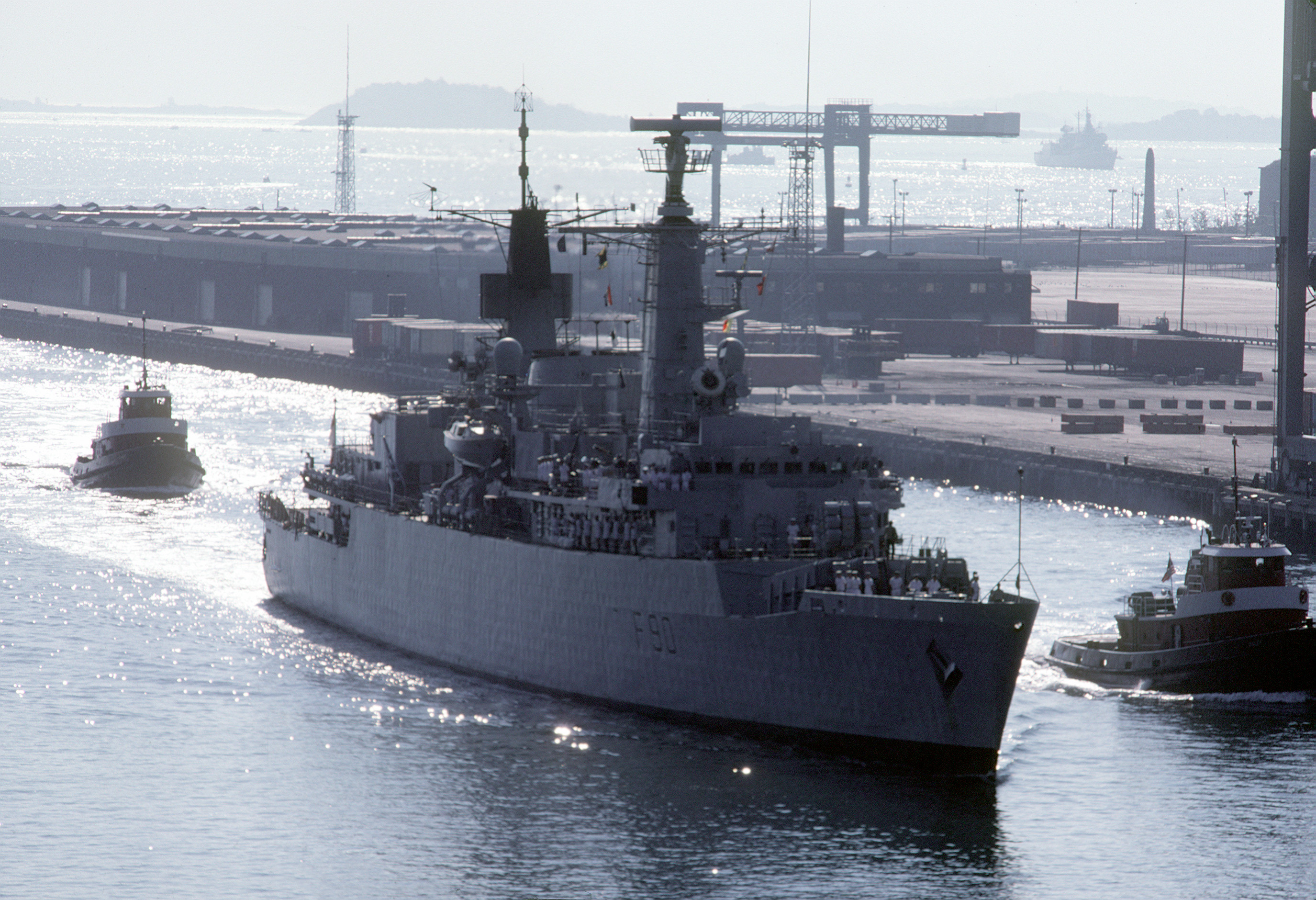
HMS Brilliant
M/N Monsunen (imagen generada por IA)